# 상원고등학교
상원고등학교(上元高等學校)는 대한민국 경기도 부천시 원미구 상동에 있는 공립 고등학교이다.

## 학교 연혁
- 2006년 3월 1일 : 상원고등학교 개교
- 2006년 3월 1일 : 초대 임중환 교장 취임
- 2024년 1월 4일 : 제16회 졸업(남녀 219명)
- 2024년 3월 1일 : 제8대 조은경 교장 취임
- 2024년 3월 4일 : 제19회 입학(남녀 227명)

## 참고 자료
- 상원고등학교 - 한국교육학술정보원 학교알리미